# (9207) Petersmith
(9207) Petersmith (1994 SF12) – planetoida z pasa głównego asteroid okrążająca Słońce w ciągu 4,55 lat w średniej odległości 2,74 j.a. Odkryta 29 września 1994 roku.